# Inferența bayesiană
Inferența bayesiană este o metodă de inferență statistică în care teorema lui Bayes este utilizată pentru a actualiza probabilitatea pentru o ipoteză pe măsură ce devin disponibile mai multe dovezi sau informații. Inferența bayesiană este o tehnică importantă în statistică, și mai ales în statistica matematică. Actualizarea bayesiană este deosebit de importantă în analiza dinamică a unei secvențe de date. Inferența bayesiană și-a găsit aplicație într-o gamă largă de activități, inclusiv știință, inginerie, filozofie, medicină, sport și drept. În filosofia teoriei deciziei, inferența bayesiană este strâns legată de probabilitatea subiectivă, numită adesea „probabilitate bayesiană”.